# Нэнси Дрю
Нэнси Дрю (англ. Nancy Drew) — литературный и кинематографический персонаж, девушка-детектив, известная во многих странах мира.
Была создана Эдвардом Стратемаэром, основателем книжного издательства «Синдикат Стратемаэра». Нэнси Дрю впервые появилась в книге «Нэнси Дрю и тайна старых часов», опубликованной в 1930 году. Книги были написаны рядом авторов и выпущены под коллективным псевдонимом «Кэролин Кин». За десятилетия Нэнси эволюционировала в ответ на изменения в американской культуре и вкусах. Начиная с 1959 года все книги были значительно переработаны, чтобы исключить расистские стереотипы. Изменения имели спорный успех. Многие учёные считают, что в процессе пересмотра оригинальный характер героини был изменён и потерял характеризующую его независимость.
В 1986 году была создана новая серия — The Nancy Drew Files, продолжавшаяся до 1997 года, в которой появилась старшая и более опытная Нэнси, а также романтические сюжеты. В 2004 году оригинальная серия «Nancy Drew Mystery Stories», начатая в 1930 году, была закончена и запущена новая — «Girl Detective», с обновлённой версией персонажа, которая управляет гибридным электрокаром и пользуется сотовым телефоном. Изображения героини также развивались с течением времени, чтобы показать Нэнси Дрю в современной для читателей обстановке. Популярность Нэнси Дрю не угасает: было продано более 80 миллионов копий книг, которые были переведены более чем на 45 языков мира. По мотивам книг о Нэнси Дрю было снято шесть фильмов, два телесериала, выпущено более 30 компьютерных игр; её изображение было использовано на разнообразных товарах, продаваемых во всём мире.
Об оказанном на них влиянии образа Нэнси Дрю говорили такие видные женщины, как члены Верховного суда США Сандра Дей O’Коннор и Соня Сотомайор, Государственный секретарь США Хиллари Клинтон и бывшая Первая леди Лора Буш. Феминистские литературоведы проанализировали привлекательность персонажа, споря о том, является ли Нэнси Дрю таинственным героем, выражением исполнения желаний или воплощением противоречивых представлений о женственности.

## Личность

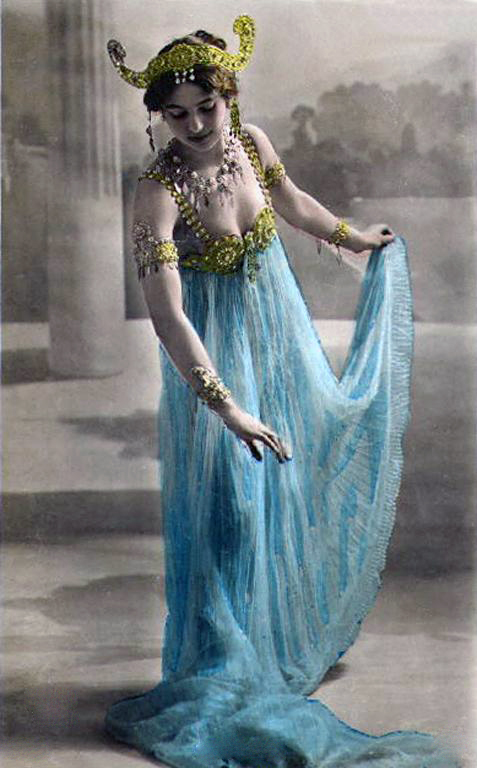
Мата Хари

Нэнси Дрю — вымышленная 18-летняя девушка, детектив-любитель. Она живёт в вымышленном городке Ривер Хайтс со своим отцом, адвокатом Карсоном Дрю, и экономкой Ханной Груен. Мать Нэнси умерла, когда ей было 3 года. Нэнси проводит частные расследования, некоторые из которых были неудачными, а некоторые начинаются с дел, которые вёл её отец. Две ближайшие подруги Нэнси, Бесс Maрвин и Джорджи Фейн, часто помогают ей в разгадывании тайн. Также Нэнси помогает её парень — Нэд Никерсон, студент колледжа Эмерсон.
Нэнси часто описывалась как супер-девочка: по словам Бобби Энн Мейсон, она — «как безупречная и сдержанная Мисс Америка в путешествии. Она столь же прохладна, как Мата Хари и столь сладка, как Бетти Крокер». Нэнси богата, привлекательна и удивительно талантлива.

 В шестнадцать лет она изучала психологию в школе, и была знакома с силой внушения и объединения. Нэнси была прекрасным художником, говорила по-французски и часто управляла моторными катерами. Она была опытным водителем, который в свои шестнадцать имел навыки заезда в гараж. Она была одарённым стрелком, превосходным пловцом, опытным гребцом, швеей, хорошим поваром и прекрасным игроком в бридж. Нэнси блестяще играла в теннис и гольф и скакала как ковбой. Нэнси танцевала подобно Джинджер Роджерс и могла оказывать первую помощь подобно братьям Майо.— 
Нэнси никогда не ощущает недостаток в деньгах и в следующих сериях часто путешествует в далекие страны, как например, в Найроби в Тайне Сапфира Паука (1968 год), Австрию в Пленном Свидетеле (1981 год), Японию в Бежавшей Невесте (1994 год) и Коста-Рику в Скандале Алой Ары (2004 год). Нэнси также может свободно путешествовать по Соединенным Штатам в своем автомобиле, который в большинстве книг описывается как голубая легковая машина с откидным верхом. Несмотря на проблемы и расходы, Нэнси никогда не принимала денежную помощь.

## Создание персонажа

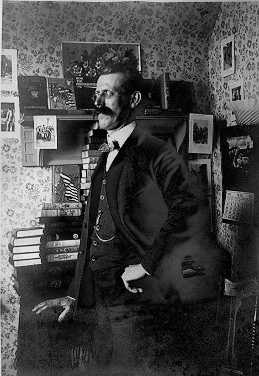
Эдвард Стратемаэр — основатель Синдиката Стратемаэра и создатель Нэнси Дрю и «Братьев Харди»

Нэнси Дрю была создана Эдвардом Стратемайером, основателем Stratemeyer Syndicate. Стратемаэр был также создателем серии «Братьев Харди» в 1926 году (хотя первые выпуски не были изданы до 1927 года). Серии были очень успешными, и он решил создать подобные для девочек с главной героиней девочкой детективом-любителем. Хотя Стратемаэр считал, что место женщины в доме, он знал, что книги о братьях Харди были популярны среди читателей-девочек и хотел заработать на интересе девочек к детективам с сильным женским персонажем.
Стратемаэр послал черновики в издательство Grosset & Dunlap, издававшее серию книг «Братья Харди». Он озаглавил их Stella Strong Stories (с англ. — «Сильные истории Стеллы») добавив, что их можно переименовать как Истории Дианы Дрю, Истории Дианы Дер, Истории Нэн Нельсон, Истории Нэн Дрю или Истории Хелен Хейл. Редакторы Grosset & Dunlap предпочли «Нэн Дрю», но решили удлинить «Нэн» до «Нэнси». Тогда Стратемаэр начал писать наброски сюжета и нанял Милдред Бенсон в роли «литературного негра», написавшую первые книги серии под псевдонимом Кэролин Кин. Следующие книги были написаны рядом различных авторов под этим же псевдонимом.
Первые четыре книги были изданы в 1930 году и имели большой успех. Точные показатели продаж оставались неизвестны до 1979 года, но указание на популярность книг можно увидеть в письме, которое Лаура Харрис, редактор Grosset & Dunlap, написала Синдикату в 1931 году: «можете ли вы предоставить нам рукопись как можно скорее, и не позднее, чем 10 июля? Там будут вынесены только три или четыре книги, и Нэнси Дрю — одна из самых важных». 6000 копий, заказанных торговой сетью Macy’s на рождественский сезон 1933 года, были распроданы за несколько дней. В 1934 году журнал Fortune восхвалял Stratemeyer Syndicate, отметив Нэнси Дрю особым вниманием и назвав большим успехом и бестселлером.

## «Литературные рабы»
Книги о Нэнси Дрю были написаны различными авторами — «литературными неграми», все под псевдонимом Кэролин Kин. Как правило, писатели подписывали контракт с Синдикатом, который иногда истолковывался, как требование к авторам подписать отказ от всех прав на авторство или будущие гонорары. Контракт постановлял, что авторы не могли использовать свои псевдонимы Синдиката независимо от Синдиката. Вначале Синдикат выплачивал писателям сумму в $125, «что, грубо говоря, было эквивалентно двухмесячной заработной плате обычного газетного репортера того времени».
Во времена Великой Депрессии эта сумма снизилась сначала до $100, а в конечном счёте до $75. Все авторские гонорары шли Синдикату, и вся корреспонденция с издателем осуществлялась через офис Синдиката. Синдикат смог заручиться поддержкой библиотек в сокрытии имён писателей; когда Уолтер Кёриг, написавший тома с 8 по 10 из оригинальной Nancy Drew Mystery Stories, попытался заявить о своих правах Библиотеке Конгресса в 1933 году, Синдикат поручил библиотеке не раскрывать имена любых авторов Нэнси Дрю. Это был ход, которому Библиотека Конгресса подчинилась.
Процесс написания книг о Нэнси Дрю состоял из создания детально проработанного сюжета, написания и редактирования рукописи. Эдвард Стратемаэр и его дочери Гарриет Адамс и Эдна Стратемаэр Скваэр написали большинство очерков для оригинальной серии Нэнси Дрю до 1979 года. Очерк к тому № 30, Ключ Бархатной Маски (1953 год), был написан Эндрю Свенсоном. Обычно, другие авторы писали рукописи. Большинство ранних книг написала Милдред Вирт Бенсон. Другие написали Уолтер Кериг, Джордж Воллер, Маргарет Шерф, Вильгемина Ранкин, Альма Сасс, Чарльз Стронг, Айрис Винтон и Патрисия Долл. Эдвард Стратемаэр редактировал первые три книги, Гарриет Адамс редактировала последующие до самой своей смерти в 1982 году. В 1959 году она переписала все ранние выпуски. С конца 1950-х до своей смерти в 1982 году, Гарриет Адамс непосредственно написала рукописи для большинства из книг.
После смерти Aдамс производство серии было под контролем Нэнси Aксельрад (которая также написала несколько книг). Права на персонажа продали в 1984 году, вместе с Синдикатом Стратемаэра издательству Simon and Schuster. Упаковщик книг Mega-Books впоследствии нанимал авторов для написания основной серии «Нэнси Дрю» и новой серии — Nancy Drew Files.

## Юридические споры
В 1980 году Гарриет Адамс поменяла издателя на Simon and Schuster, поскольку была недовольна отсутствием творческого контроля в Grosset & Dunlap и отсутствием рекламы для 50-летия «Братьев Харди» в 1977 году. Grosset & Dunlap подала иск против Синдиката и новых издателей, Simon and Schuster, ссылаясь на «нарушение договора, нарушение авторских прав и недобросовестную конкуренцию».
Адамс представила встречный иск, утверждая, что дело было в плохом вкусе и легкомыслии, и что, как автор серии «Нэнси Дрю», она сохранила за собой право на свою работу. Хотя Адамс написала большинство книг после 1953 года и редактировала другие, она утверждала, что является автором всех ранних произведений. Фактически, она переписала старые издания и не была их оригинальным автором. Когда Милдред Бенсон была вызвана для дачи показаний о своей работе для Синдиката, роль Бенсон в написании рукописей ранних книг была обнаружена в суде с обширной документацией, противоречащей претензиям Адамс на авторство. Суд постановил, что Grosset & Dunlap имеет права на издание оригинальной серии, так как они были в печати в 1980 году, но не владели правами на персонажа или торговыми марками. К тому же, любые новые издатели, выбранные Адамс, имели полное право печатать новые заглавия.

## Эволюция персонажа
Персонаж Нэнси Дрю прошёл через многие изменения за эти годы. Серия The Nancy Drew Mystery была исправлена, начиная с 1959 года; многие читатели утверждают, что персонаж Нэнси значительно изменился по сравнению с оригинальной Нэнси 1930-х и 1940-х. Комментаторы также часто видят различия с Нэнси Дрю из оригинальных серий, The Nancy Drew Files и серии Girl Detective. Тем не менее, некоторые комментаторы не находят существенной разницы между различными изменениями Нэнси Дрю, находя её просто хорошим примером для подражания для девочек и мальчиков. Несмотря на изменения, «что не изменилось, однако, это базовые ценности, её цели, её смирение и её волшебный дар, наличие как минимум девяти жизней. В течение более шести десятилетий её сущность осталась нетронутой». Нэнси — «королева подростковых детективов», которая предлагает девушкам читателям нечто большее, чем полное приключений путешествие: она дает им что-то оригинальное. Конвенция гласит, что девушки пассивны, почтительны и эмоциональны, но с невероятной энергией Нэнси сгибает конвенции и открывает фантазии о силе каждой девочки.
Другие комментаторы видят Нэнси как «парадокс — может быть, поэтому феминистки могут восхвалять её как икону, формирующую „власть девушек“, а консерваторы могут любить её за хорошо выделенные ценности среднего класса».

### 1930—1959-е
Нэнси Дрю изображается независимой 16-летней девушкой, которая уже завершила полное (high — англ.)  школьное образование (16 лет в то время — минимальным возрастом для выпуска из школы). Очевидно, что она богата, поскольку ведёт активную общественную жизнь, помогает другим и следует графику, а также занимается легкой атлетикой и искусством. Никогда не показывается, как она зарабатывает на жизнь или приобретает профессиональные навыки. На Нэнси также не влияет Великая Депрессия, хотя многие персонажи в её ранних делах нуждаются в помощи, поскольку они бедные — до Второй мировой войны. Нэнси живёт со своим отцом, адвокатом Карсоном Дрю и экономкой Ханной Груен. Некоторые критики предпочитают Нэнси этих выпусков, в значительной степени написанных Милдред Бенсон. Бенсон приписывают «[дыхание] … смелый дух в образе Нэнси». Иногда утверждают, что оригинальная Нэнси Дрю «очень похожа на [Бенсон] саму в себе, компетентную и полностью независимую, совсем не похожую на шаблонного персонажа, которого наметил [Эдвард] Стратемаэр».
Эта оригинальная Нэнси часто откровенна и авторитетна, да так, что Эдвард Стратемаэр сказал Бенсон, что персонаж был «слишком обратен, и никогда не будет хорошо принят». Редакторы в Grosset & Dunlap не согласились, но Бенсон также столкнулась с критикой от её следующего редактора Стратемаэр Синдиката, Гарриет Адамс, которая чувствовала, что Бенсон должна сделать характер Нэнси более «отзывчивым, добрым и привлекательным». Адамс неоднократно просила Бенсон, по словам Бенсон, «сделать сыщика менее смелым… „Нэнси сказала“ стало „Нэнси сказала сладко“, „сказала она ласково“ и тому подобное, все рассчитано на создание менее абразивного, более заботливого типа персонажа». Многие читатели и комментаторы, однако, восхищаются этим оригинальным откровенным характером Нэнси.
Видный критик персонажа, по крайней мере, Нэнси из ранних историй о Нэнси Дрю, автор детективного романа Бобби Енн Мейсон. Мейсон утверждает, что Нэнси обязана своей популярностью в значительной степени «привлекательности её высококлассного преимущества» Мейсон также критикует серию за расизм и классизм, утверждая, что Нэнси — защитник высшего класса белых англосаксонских протестантов «блёкнущей аристократии, которой угрожают беспокойные низы». Мейсон также утверждает, что "наиболее привлекательными элементами этих книг о приключениях отважной девушки сыщика являются (втайне) такого рода: чай и пирожные, романтическая обстановка, поедание пищи в странных местах (никогда в Howard Johnson’s), перекусы, которые обновляют, старомодные пикники в лесу, драгоценные камни и реликвии… Слово «изящная» является подрывным утверждением в феминизированной вселенной.
На самом деле, сообщает Мейсон, Нэнси Дрю является такой девушкой, которая умеет быть «идеальной», потому что она «свободная, белая, и ей шестнадцать лет» и чьи «истории, кажется, удовлетворяют два стандарта — приключения и домашнюю жизнь. Но приключения — это надстройка, а домашняя жизнь — основа».
Другие утверждают, что «Нэнси, несмотря на её традиционно женские атрибуты, такие как симпатичная внешность, разнообразие одежды для всех общественных мероприятий, а также осознание рациональной организации, часто хвалят за её, казалось бы, мужские черты … она лучше всего работает независимо, имеет свободу и деньги, чтобы делать то, что ей нравится, кажется, она живёт для решения тайн, а не для участия в семейной жизни».

### 1959—1979-е
Начиная с 1959 года по настоянию издателей Grosset & Dunlap, книги о Нэнси Дрю были исправлены, чтобы сделать книги более современными и исключить расистские стереотипы. Хотя Гарриет Адамс считала эти изменения ненужными, она курировала полную ревизию серии, а также написание новых томов в соответствии с новыми руководящими принципами, изложенными Grosset & Dunlap. Серии не столько исключили расовые стереотипы, сколько исключили не белых персонажей в целом. Например, в оригинальной версии «Тайне скрытого окна» (1956 год) Нэнси посещает друзей на юге, чья афро-американская слуга, «милая старая Бойла … подаёт спинок, сладкий картофель, кукурузный пудинг, горячее печенье и клубничное песочное печенье». Хозяйка дома ждет, пока Бойла не выйдет из комнаты, а затем говорит Нэнси: «Я пытаюсь сделать вещи проще для Бойлы, но она настаивает на приготовления и подачи всего по-старому. Должна, однако, признаться, что я люблю это». В исправленной версии (1975) Бойла становится Анной, «пухлой, улыбающейся экономкой».
Другие изменения были относительно незначительными. Возраст Нэнси был изменён с 16 до 18 лет, было сказано, что её мать умерла, когда Нэнси было три, а не десять, и прочее. Экономка Ханна Груен, которая в ранних историях была больше прислугой, стала теперь фактически приёмной матерью для Нэнси.
Многие утверждают, что сама Нэнси также значительно изменилась: «Персонаж Нэнси Дрю также пережил драматичное изменение: решительное горе разбавило её личность, заставляя её потерять её характерную независимость», делая Нэнси Дрю более понятливой, обусловленной, и сдержанной. Книги были также сокращены с 25 до 20 глав, ускоряя темп повествования. Некоторые комментаторы менее озабочены в отношении попытки ликвидации расовых стереотипов в этих книгах, чем о более изменчивом стиле письма:

Изменения сократили книги и упустили много предрассудков и стереотипов из первоначального объёма текста. Они также ускорили темп повествования. Оригиналы действительно развивают историю, а места действия и персонажи гораздо более подробны, чем в исправленных текстах. Поэтому, большинство коллекционеров, которые выросли на оригинальных книгах не смогут иметь у себя исправленные!— 
Другие критики видят в Нэнси 1950-х, 1960-х, и 1970-х годов, как улучшение с одной стороны, и шаг назад с другой: «В этих новых изданиях, многие детали были изменены… и большинство из более откровенных элементов расизма были удалены. В часто забываемых изменениях, однако, девчонка-сорванец также была смягчена».
Нэнси стала гораздо больше уважительной к влиятельным мужчинам в 1950-х, 1960-х и 1970-х, в результате чего некоторые утверждают, что исправленная Нэнси просто стала слишком приятной: "В её новом воплощении Нэнси была выровнена, гомогенизирована… в исправленных книгах Нэнси оптимистична, мирится с все более защищающим её отцом; когда его спросили, ходит ли она в церковь, он ответил: «Так часто, как я могу… Нэнси учится держать язык за зубами; она не пререкается немыми полицейскими как раньше».

### 1980—2003-е
После смерти Гарриет Адамс в 1982 году её протеже, Нэнси Aкселрад, курировала производство книг о Нэнси Дрю незадолго до того, как Синдикат Стратемаэра был продан Simon and Schuster. Simon and Schuster обратилась к книжному упаковщику Mega-Books за новыми писателями. В результате книги и характер Нэнси начинали меняться, хотя существуют разногласия о характере этих изменений. Некоторые утверждают, что характер Нэнси становится «более похож на оригинальную героиню Милдред Вирт Бенсон, чем любая [версия] с 1956 года». Другие критикуют серию за растущие включения романтики и «разбавление прe-феминистской энергичности». Например, том 78 в серии «Обновление о преступности» (1992 год) начинается с того, что Нэнси задается вопросом, выделенным курсивом, «Могу ли я быть влюблённой в Неда Никерсона?» Нэнси начинает встречаться с другими молодыми людьми и признаёт сексуальные желания: "я видела [вы целовали его] … вы не должны извиняться передо мной, если какой-то парень вас заводит. «Джанни не обратить меня в… Не хотите, пожалуйста, дать мне объяснить».
В 1986 году персонаж Нэнси Дрю был использован в новой серии The Nancy Drew Files, которая продолжалась до 1997 года. Нэнси из Files также интересуется романтикой и мальчиками, этот факт привёл к большому количеству критики серии: «Милли [Милдред Вирт Бенсон] пуристы, как правило, косо смотрят на серию, в которой мимолетные поцелуи, дарованные Нэнси её давним постоянным парнем, Недом Никерсоном, уступают место затяжным объятиям в джакузи». Обложки книг серии Files , таких как Hit and Run Holiday (1986 год), отражают эти изменения: Нэнси часто одета в вызывающие короткие юбки, рубашки, которые показывают её живот или грудь, или купальный костюм. Она часто изображается с внимательным, красивым мужчиной на заднем плане, и часто проявляет к нему интерес. Нэнси также становится более уязвимой, её часто оглушают хлороформом или же она беззащитна против удушающих приемов. Книги уделяют больше внимания насилию и взаимоотношениям персонажей.
Нэнси Дрю, наконец, поступила в колледж в серии Нэнси Дрю на кампусе, которая выходила с 1995 по 1998 год. Опять же, книги сосредоточены на романтическом сюжете и, по просьбе читателей, Нэнси прервала свои долгосрочные отношения со своим бой-френдом Недом Никерсоном во втором томе серии On Her Own (1995 год).

### 2004 — наши дни
В 2003 году издатели Simon and Schuster решили закончить оригинальную серию «Нэнси Дрю» и начать новую — Girl Detective. Нэнси Дрю из Girl Detective управляет гибридным автомобилем, использует сотовый телефон, и ведёт повествование от первого лица. Многие приветствовали эти изменения, утверждая, что Нэнси не изменилась вообще, кроме того, что научилась пользоваться мобильным телефоном. Другие хвалят серию как более реалистичную; эти комментаторы утверждают, что в настоящее время Нэнси менее совершенна и поэтому она более симпатична; та, к которой девочки могут легче относиться — и поэтому она лучший пример для подражания, чем старая Нэнси, поэтому ей действительно можно подражать.
Некоторые громко сетовали на изменения, видя Нэнси как глупую, летающую в облаках девушку, чьи тривиальные приключения (обнаружила, кто сплющил кабачок в «Без следа» (2003)) «держат мелкое зеркало прe-подросткового мира». Леона Фишер утверждает, что новая серия изображает все более и более белый Ривер-Хайтс, частично потому, что «неуклюжее повествование от первого лица делает практически невозможным чередование внешнего авторского отношения в дискурс», в то время как он продолжает и ухудшает «неявные ксенофобские культурные представления расовой, этнической, языковой и других» путём введения необоснованной спекуляции на национальную и этническую принадлежность персонажей.
Нэнси Дрю — также героиня серий графических новелл, которые начала печатать в 2005 году издательство Papercutz. Графические новеллы пишет Стефан Петручa и иллюстрирует в стиле манга Шо Mурасе. Новое графическое воплощение персонажа было описано как «весёлый, нахальный, современный подросток, который все ещё идёт по горячим следам преступников».
В 2012 году серия Girl Detective была прекращена, ее сменила серия «Дневники Нэнси Дрю», которая дебютировала 5 февраля 2013 года с первыми двумя историями. Первые 7 книг серии были опубликованы до 2014 года, на 2018 год в серии насчитывается 17 историй.

## Эволюция внешности персонажа
Нэнси Дрю была иллюстрирована многими художниками за эти годы, и её внешность постоянно обновляется. И Синдикат Стратемаэра, и издатели книг, осуществляют контроль над тем, как изображается Нэнси.
Дженнифер Стоу утверждает, что изображение Нэнси меняется за прошедшие годы существенно:

В 1930-х годах Нэнси Дрю характеризировалась как дерзкая, способная и независимая. Она активно искала ключи и показывалась в центре событий. В последующие характеристик Нэнси Дрю становится все слабее, менее подконтрольной. К 1990 году происходит полный переворот в представлении её характера. Она часто изображается преследуемой или находящейся под угрозой, страх пришёл на смену доверию 1930-х годов.— 
Некоторые аспекты изображения Нэнси остались относительно постоянными в течение десятилетий. Вероятно, наиболее характерным её изображением является то, где она показана держащей фонарик в руках.

### Рассел Х. Тэнди
Коммерческий художник Рассел Х. Тэнди был первым художником, иллюстрировавшим Нэнси Дрю. Тэнди был художником-модельером и придал Нэнси чувство современной моды: ранний стиль Нэнси — это утонченная молодая девушка с безукоризненными завитыми волосами, жемчугами, высокими каблуками, и изящными платьями. К концу 1930-х Нэнси одевалась, как утонченная молодая женщина, с резкими костюмами, соответствующими шляпами, перчатками и дамскими сумочками. К 1940-му Нэнси одевалась проще, с учетом наряда её волосы часто были уложены французским узлом или помпадуром. В послевоенное время Нэнси Тэнди показана без шляпы, носящей случайное сочетание юбки, блузки и сумочки, как и большинство подростков в конце 1940-х.
Тэнди оттянул внутренние эскизы для первых 26 книг серии, а также нарисовал обложки томов с 1 по 10 и с 12 по 26 — художник обложки 11 тома неизвестен. Тэнди читал каждый текст, прежде чем начинал рисовать эскизы, поэтому его ранние обложки были тесно связаны с конкретными сценами в сюжете. Он также вручную расписывал надписи на обложке и разработал оригинальный логотип Нэнси Дрю: слегка согнутый силуэт Нэнси, смотрящий на землю через увеличительное стекло.
Тэнди часто изображает Нэнси Дрю с уверенным, утвердительным языком тела. Она никогда не появляется «шокированной, трепещущей, или напуганной». Нэнси показана либо в центре событий, либо активно, но тайно, исследующей ключ. За ней часто наблюдает угрожающая фигура и, кажется, что она находится в опасности, но её уверенное выражение лица показывает зрителям, что она контролирует ситуацию.
Дом Тэнди сгорел в 1962 году, и большая часть его рисунков и эскизов были уничтожены. В результате суперобложки Тэнди считаются очень ценными среди коллекционеров.

### Билл Гиллис и другие
Начиная с 1949 года и до начала 1950-х внешний вид Нэнси был обновлён в соответствии с современными ему стилями. В послевоенной роскоши для молодых людей эта тенденция появилась в том, чтобы иметь собственный случайный стиль, вместо того, чтобы одеваться как более зрелые люди, и Нэнси становится менее ограниченной. Сочетание свитера или блузки и юбки, так же, как и прическа пажа, были введены в 1948 году, и продолжались с новым художником Биллом Гиллисом, который обновил десять обложек и иллюстрировал три новых с 1950 до 1952 год. Гиллис использовал как модель свою жену, и Нэнси отражает консервативные 1950-е, с безукоризненными волнистыми волосами и ограниченным гардеробом — она носит похожие свитер, блузку и юбку на большинстве из этих обложек. Гиллис также разработал товарный знак современной эпохи в качестве основного символа, который использовался на протяжении десятилетий: изображенная в профиль голова Нэнси смотрит через монокль.
Начинаясь с более позднего периода (1946—49) и на протяжении 1950-х годов Тэнди реже изображает Нэнси в центре событий. Вместо этого она часто наблюдает за другими, прячась или скрывая себя. Её рот часто открыт от удивления, и она скрывает своё тело из поля зрения. Однако, хотя Нэнси «выражает удивление, она не боится. Она, кажется, немного озадачена тем, что она видит, но выглядит, как будто все ещё контролирует ситуацию». Многие обложки имеют меньше действий, как, например, наблюдение за подсказкой, другие стороны, участвующие в деле, шпионаж за преступной деятельностью или отображения её открытий другим лицам, участвующим в тайне. Только изредка она показывается в действии — бежит с места пожара или активно следит с фонариком. Во многих случаях более активные сцены использовались для фронтисписа или в книгах после 1954 года, иллюстрации в тексте сделаны неуказанными в титрах иллюстраторами.

### Руди Наппи и другие
Руди Наппи — художник с 1953 по 1979 год, больше иллюстрировавший обычного подростка. Наппи попросил художественного директора Grosset & Dunlap обновить внешность Нэнси, особенно её гардероб. Наппи дал Нэнси воротники Питера Пена, спортивного покроя платье, стрижку как у пажа (позже флип стрижку), а иногда джинсы. Цвет волос Нэнси был изменен из блондинки в земляничную блондинку, красновато-белокурый или титановый в конце десятилетия. Изменение, произошедшее из-за ошибки типографской краски, сочли таким благоприятным, что оно было внесено в текст.
В 1962 году все книги Grosset & Dunlap стали «picture covers», книгами с художественными работами и рекламой, напечатанной непосредственно на обложке, в отличие от книг с суперобложками на твидовых выпусках. Изменения должны были сократить затраты на производство. Некоторые из иллюстраций обложек 1930-х и 1940-х годов были обновлены Руди Наппи для этого изменения, изображая Нэнси эпохи Кеннеди, хотя сами истории непосредственно обновлены не были. Внутренние иллюстрации, убранные в 1937 году, возвращаются в книги, начиная с 1954 года, в виде линий, нарисованных пером и чернилами, нарисованные в основном неуказанными в титрах художниками, но, как правило, соответствующие стилю Наппи в рисовании Нэнси на обложках. Наппи следил за тенденциями, инициированными Гиллисом, и часто изображал Нэнси, носящую ту же самую одежду более одного раза, в том числе горчичное платье без рукавов.
В отличие от Tанди, Наппи не читал книги, перед тем как иллюстрировал их; вместо этого его жена читала их и предоставляла ему краткое изложение сюжета перед тем, как Наппи начинал рисовать. Первая обложка Наппи была для Ключа Бархатной Маски, где он начал тенденцию изображения Нэнси как "девочки … современной шестнадцатилетней. Это Нэнси была веселой, чистой и очень оживленной. На большинстве обложек Нэнси выглядит пораженной, и без сомнения, она такой и была. Стиль Нэнси заметно консервативен, и остается таковым в течение психоделического периода. Хотя она носит яркую одежду, а фоновыми цветами являются оттенки электрического жёлтого, ярко-розового, бирюзового или зелёного яблока, её одежда имеет высокий воротник и длинный подол. Ранний Наппи показывает Нэнси в позах, аналогичных тем, что были на обложках Тэнди и Гиллиса; для многих обновлённых обложек он просто обновил цветовую гамму, стиль одежды и причёски персонажей, но сохранил их оригинальные позы. Более поздний Наппи показывает только голову Нэнси или часть её тела, окружённую чем-то жутким, поразительными элементами или ключами от истории. Эти обложки Наппи позже будет использованы в начальных титрах телевизионной программы, с фотографиями Памелы Сью Maртин, вставленными в обложки книг.
Часто «Нэнси имеет пустое выражение лица, потерянное, задумчивое», вынуждая её проявлять пассивность. На обложке Странного Сообщения в Пергаменте (1977 год), например, в отличие от ранних обложек, Нэнси «не показывается в опасные моменты или даже наблюдающей тайну, разворачивающуюся на расстоянии. Вместо этого Нэнси показана думающей о ключах»; в общем, Нэнси становится менее уверенной и более озадаченной.

### Нэнси в 1980—2000
Рут Сандерсон и Поль Фрейм снабдили первую книгу о Нэнси Дрю в мягкой обложке обложкой и внутренними иллюстрациями, опубликованными под грифом Wanderer. Другие художники, в том числе Aлета Дженкс и другие, чьи имена неизвестны, снабдили книгу обложкой, но не внутренними иллюстрациями для более поздних книг в мягкой обложке. Нэнси изображается как «богатый, привилегированный сыщик, выглядящий симпатичным и настороженным… Цвета и черты лица Нэнси часто настолько ярки, что некоторые обложки больше похожи на глянцевые фотографии, чем на картинки».
Нэнси часто изображается преследующей подозреваемого, исследующей ключи или наблюдающей происходящее. Она также часто показывается в опасности: преследует, падает с лодки, или висит на верёвке от стропил. Эти обложки характеризуются безудержной энергией со стороны Нэнси; то она падает, конечности двигаются, тревожный взгляд на лице, или же она работает, волосы развеваются, тело согнуто, лицо дышит. Нэнси не имеет никакого контроля над событиями, которые происходят в этих обложках. Она показана жертвой, на которую охотятся и нападают невидимые враги.
Нэнси также иногда преследует явно угрожающего врага, как на обложке «Случая Исчезающей Вуали» (1988).
Обложки The Nancy Drew Files и серии Girl Detective представляют дальнейший уход от смелого, уверенного персонажа, изображаемого Тэнди. Нэнси, изображаемая на обложках The Nancy Drew Files — «заметно сексуальная Нэнси, с красивым молодым человеком, всегда скрытым на заднем плане. Её одежда часто достаточно открыта, а выражение озорное». В серии Girl Detective лицо Нэнси изображается на каждой обложке во фрагментах. Её глаза, например, ограничены полосой в верхней части обложки, а её рот размещается недалеко от позвоночника в ящике независимо от её глаз. Художественная работа для глаз и рта Нэнси берётся из обложки Руди Наппи для исправленной версии «Секрет Старых Часов».

## Книги
Самая продолжительная серия книг о Нэнси Дрю — это оригинальная серия «Нэнси Дрю», 175 томов которой были опубликованы с 1930 по 2003 год. Нэнси также появилась в 124 томах The Nancy Drew Files и в настоящее время героиня серии Girl Detective. Есть и другие различные серии персонажа, такие, как Nancy Drew Notebooks и Nancy Drew On Campus. В то время как Нэнси Дрю — центральный персонаж в каждой серии, преемственность сохраняется только в пределах одной серии, а не между всеми, например, в опубликованных одновременно томах в Nancy Drew series и Nancy Drew On Campus, Нэнси, соответственно, познакомилась с Недом Никерсоном или порвала с ним.

### Международные публикации
Книги о Нэнси Дрю были переведены более чем на 30 языков, в том числе и на русский, и были изданы во многих странах Европы, Скандинавии, Латинской Америки и Азии. Оценки варьируются от 14 до 25 языков, но 25 кажется наиболее точным числом. Персонаж Нэнси Дрю, кажется, более популярен в одних странах, менее — в других. Книги о Нэнси Дрю печатались в Норвегии с 1941 года (первая страна за пределами США), в Дании начиная с 1958 и во Франции с 1958 года. Другие страны, как, например, Эстония, только недавно начали печатать книги о Нэнси Дрю, в Италии с 1970 года по Арнольдо Moндадори Eдиторе.
Имя Нэнси часто изменяют при переводе: во Франции, она известна как Алиса Роу, в Швеции как Китти Дрю, в Финляндии как Паула Дрю, в Норвегии серии книг выходят под названием Frøken Detektiv (Мисс Детектив), хотя имя героини в книгах по-прежнему Нэнси Дрю. В Германии Нэнси — немецкая студентка-юрист по имени Сюзан Ланген. Имя Джордж Фейн изменяется даже более часто на Джорджию, Джойс, Китти или Мэрион. Обложки и порядок серий также часто меняются, и во многих странах только ограниченный ряд книг о Нэнси Дрю доступен в переводе.

## Кино и телевидение
На сегодняшний день вышло шесть художественных фильмов и три телесериала о Нэнси Дрю. Ни один телесериал о Нэнси Дрю не транслировался дольше, чем в течение двух лет, а отклики на экранизации были неоднозначными.

### Фильмы

Постер фильма 2007 года

Прежняя актриса Бонита Гранвиль играла Нэнси Дрю в четырёх фильмах студии Warner Bros. Фильмы, режиссёром которых стал Вильгейм Клеменс в конце 1930-х: «Нэнси Дрю: Детектив» (вольно основанный на «Тайна Аллеи дельфиниумов») (декабрь 1938 года), «Нэнси Дрю: Репортер» (март 1939 года), «Нэнси Дрю: Аварийный Монтер» (сентябрь 1939 года) и «Нэнси Дрю и Скрытая Лестница» (ноябрь 1939 года). Пятый фильм, возможно, планировался или даже производился, но никогда не выпускался; актёр Фрэнки Томас полагает, что он и Гранвиль сняли пять фильмов, а не четыре, так как в августе 1939 года Гарриет Адамс написала Милдред Бенсон, «три были показаны в этой области, и я только слышала, что пятый находится в производстве».
«Нэнси Дрю и Скрытая Лестница» был единственным фильмом, одолжившим название у книги из серии, хотя сюжет был существенно изменён. Один критик написал, что «единственное сходство между книгой и фильмом это слово лестница». Друг Нэнси Нед Никерсон стал Тедом Никерсоном, так как имя Нед рассматривалось как старомодное, экономка Анна Груен стала Эффи Шнайдер, незначительный персонаж, который появился лишь в несколько книгах как экономка Дрю; в фильмах, черты Эффи комбинируются с Ханной. Друзья Нэнси Джесс и Бесс были исключены целиком, «элементы мистики были преуменьшены, сюжет упрощен и приправлен романтикой». Чтобы прорекламировать фильм, Warner Brothers создала фан-клуб Нэнси Дрю, который включал набор правил, например: «Должна иметь постоянного парня-приятеля, и должна „Принять участие в выборе собственной одежды“». Эти правила были основаны на некоторых исследованиях Warner Bros, основанных на привычках и взглядах «типичных» девочек-подростков.
Отзывы критиков к фильмам были смешанными. Некоторый считают, что фильмы не «изображают истинную Нэнси Дрю», отчасти потому, что Нэнси Гранвилл «откровенно использовала свои женские чары (и заманчивые взятки)» для достижения своих целей. Фильмы также изображают Нэнси легко волнующимся ребёнком, существенно отличающемся от того, как она изображалась в книгах. Однако Милдред Бенсон, автору наибольшего количества книг о Нэнси Дрю, понравились фильмы.
Новая киноадаптация Нэнси Дрю была выпущена 15 июня 2007 года кинокомпанией Warner Brothers Pictures с Эммой Робертс в роли Нэнси Дрю, Максом Тириотом в роли Неда Никерсона и Тейтом Донаваном в роли Карсона Дрю. Как и с более ранними фильмами, отзывы были смешанными. Некоторые считают фильм обновленной версией основного персонажа: «и хотя она была гламурной для привлечения подростковой аудитории, фильм сохраняет лучшее из книг, в том числе, конечно, их интеллектуального главного героя». Другие находят фильм «встряхивающим», потому что «новые одноклассники Нэнси предпочитают покупки слежке, а клетчатая юбка Нэнси и увеличительное стекло делают её чем-то вроде мужлана, а не городской героиней, которой она была на Среднем Западе».
15 марта 2019 года на экраны вышел фильм «Нэнси Дрю и потайная лестница», где главную роль играет актриса София Лиллис.

### Телевидение
Телесериал под названием The Hardy Boys/Nancy Drew Mysteries транслировался с 1977 до 1979 года на ABC. Вначале в нём снялась 24-летняя Памела Сью Мартин в роли Нэнси. В первом сезоне эпизоды с участием Нэнси чередовались с эпизодами с участием Братьев Харди. Начиная со второго сезона формат серий изменился, больше сосредотачиваясь на «Братьях Харди», а Нэнси Дрю появлялась, прежде всего, в качестве эпизодического персонажа в нескольких сюжетных линиях кроссовера; Мартин покинула сериал в середине второго сезона и была заменена Джанет Луизой Джонсон в нескольких заключительных эпизодах. Сериал продолжался до 3-го сезона как «Загадки Братьев Харди» и полностью опуская Нэнси Дрю.
В 1989 году Канадская компания Nelvana начала съемки второго сериала о Нэнси Дрю под названием «Нэнси Дрю и Дочь». С Марго Киддер в роли взрослой Нэнси Дрю, а её дочери в роли дочери Нэнси; однако Киддер была ранена во время съемок первого эпизода, когда отказали тормоза в машине, в которой она ехала, и съемки были отменены.
Nelvana начала съемки другого сериала о Нэнси Дрю в 1995 году. Трейси Райан снялась в роли Нэнси Дрю, но шоу было закрыто после первого сезона. В декабре 2002 года телевизионная сеть ABC выпустила ТВ-фильм «Нэнси Дрю» с Мэгги Лоусон в главной роли.
В октябре 2019 года состоялась премьера сериала «Нэнси Дрю» производства телеканала the CW. Главную роль играет Кеннеди Макманн.

## Компьютерные игры
Компания Her Interactive начала издавать компьютерные игры о Нэнси Дрю в 1998 году. Некоторые названия берут из изданных книг о Нэнси Дрю, как, например, «Секрет Старинных Часов» и «Тайна Ранчо Теней». 
Целевой аудиторией игр компании Her Interactive является игроки «от 10 лет и старше» и для большинства стоит рейтинг «E» («Everyone») от ESRB. 
Впрочем, некоторые игры получили рейтинг «E10+», например: 
Nancy Drew: Secrets Can Kill, 
Nancy Drew: Shadow at the Water’s Edge и 
Nancy Drew: The Captive Curse. 
Игры также получили признание за привлечение интереса женщин к компьютерным играм. 
"Her Interactive" также выпустило две коротких игры, как часть подсерии «Нэнси Дрю. Дело» (англ. Nancy Drew Dossier). Первая из игр в ней Nancy Drew Dossier: Lights, Camera, Curses вышла в 2008 году, а вторая — Resorting to Danger — в 2009 году.
В играх представлен обычный для квестов интерфейс: в большинстве случаев игрок управляет Нэнси Дрю, путешествуя по виртуальному миру, допрашивает подозреваемых, собирает улики, решает головоломки и проводит расследование.
Большинство игр выходило только для платформы PC, а последние так же, для Mac, некоторые игры всё же были выпущены на других платформах, таких как DVD[прояснить] или Nintendo Wii. 
"Her Interactive" также выпустила игру «Белый Волк Ледяного Ущелья» для платформы Nintendo Wii. В добавление к играм, созданным Her Interactive, новая игра для Nintendo DS была выпущена в сентябре 2007 года Majesco Entertainment. 
В игре под названием «Нэнси Дрю: Смертельная Тайна Старого Парка Мира», разработанной Gorilla Systems Co, игроки помогают Нэнси разгадать тайну пропавшего миллиардера. Majesco также выпустила две другие игры о Нэнси Дрю для DS: The Mystery of the Clue Bender Society (выпущена в июле 2008 года) и «Скрытая Лестница», основанная на второй книге из оригинальной серии Nancy Drew Mystery Stories (выпущена в сентябре 2008 года). 
«Нэнси Дрю: Скрытая Лестница» и Nancy Drew: The Model Mysteries (оба издателя THQ) так же доступны в системе Nintendo DS.
В 2015 году российский издатель «Новый Диск» окончательно остановил перевод серий игр «Нэнси Дрю» на русский язык, в связи с убытками. Фирма полностью разорилась и была признана банкротом в том же году; она сменила род деятельности и с 2016 года перестала заниматься выпуском игр.

### Her Interactive
В 1998 году начали выпускаться серии игр о Нэнси Дрю, производство которых продолжается и по сей день:
- Nancy Drew: Secrets Can Kill: «Секреты могут убивать» (PC 1998)
- Nancy Drew: Stay Tuned for Danger: «Опасность за каждым углом» (PC 1999)
- Nancy Drew: Message in a Haunted Mansion: «Призрак в гостинице» (2000) (PC 2000/GBA 2001)
- Nancy Drew: Treasure in the Royal Tower: «Сокровище королевской башни» (PC 2001)
- Nancy Drew: The Final Scene: «Похищение в театре» (PC 2001)
- Nancy Drew: Secret of the Scarlet Hand: «Тайна алой руки» (PC 2002)
- Nancy Drew: Ghost Dogs of Moon Lake: «Псы-призраки Лунного озера» (PC 2002)
- Nancy Drew: The Haunted Carousel: «Заколдованная карусель» (PC 2003)
- Nancy Drew: Danger on Deception Island: «Туманы острова Лжи» (PC 2003)
- Nancy Drew: The Secret of Shadow Ranch: «Тайна ранчо Теней» (PC 2004)
- Nancy Drew: Curse of Blackmoor Manor: «Проклятье поместья Блэкмур» (PC 2004/DVD 2006)
- Nancy Drew: Secret of the Old Clock: «Секрет старинных часов» (PC 2005)
- Nancy Drew: Last Train to Blue Moon Canyon: «Последний поезд в Лунное ущелье» (PC 2005)
- Nancy Drew: Danger by Design: «Платье для Первой леди» (PC 2006)
- Nancy Drew: The Creature of Kapu Cave: «Чудовище пещеры Капу» (PC 2006)
- Nancy Drew: The White Wolf of Icicle Creek: «Белый волк Ледяного ущелья» (PC 2007/Nintendo Wii 2008)
- Nancy Drew: Legend of the Crystal Skull: «Легенда о хрустальном черепе» (PC 2007)
- Nancy Drew: The Phantom of Venice: «Призрак Венеции» (PC 2008)
- Nancy Drew: The Haunting of Castle Malloy: «Привидение замка Маллой» (PC 2008)
- Nancy Drew: Ransom of the Seven Ships: «Клад семи кораблей» (PC 2009)
- Nancy Drew: Warnings at Waverly Academy: «Записки Чёрной кошки» (PC 2009)
- Nancy Drew: Trail of the Twister: «По следу Торнадо» (PC/Mac 2010)
- Nancy Drew: Shadow at the Water’s Edge: «Тень у воды» (PC/Mac 2010)
- Nancy Drew: The Captive Curse: «Проклятие старого замка» (PC/Mac 2011)
- Nancy Drew: Alibi in Ashes: «Сгоревшее алиби» (PC/Mac 2011)
- Nancy Drew: Tomb of the Lost Queen: «Усыпальница пропавшей королевы» (PC/Mac 2012)
- Nancy Drew: The Deadly Device: «Смертельное устройство» (PC/Mac 2012)
- Nancy Drew: Ghost of Thornton Hall: «Призрак усадьбы Торнтон» (PC/Mac 2013)
- Nancy Drew: The Silent Spy: «Безмолвный шпион» (PC/Mac 2013)
- Nancy Drew: The Shattered Medallion: «Расколотый медальон» (PC/Mac 2014)
- Nancy Drew: Labyrinth of Lies: «Лабиринт лжи» (PC/Mac 2014)
- Nancy Drew: Sea of Darkness: «Песнь тёмных вод» (PC/Mac 2015)
- Nancy Drew: Midnight in Salem: «Полночь в Салеме» (PC/Mac, Зима 2019)
- Nancy Drew: Mystery of the Seven Keys: «Тайна семи ключей» (PC/Mac, 7 мая 2024)

### Игры в стиле hidden objects
- Nancy Drew Dossier: Lights, Camera, Curses: «Свет! Камера! Загадка!» (2009)
- Nancy Drew Dossier: Resorting to Danger: «Опасные связи» (2010)

Nancy Drew Mobile Mystery Series от Her Interactive
- «Ранчо Теней» (iPod Touch/iPhone/iPad 2011)

Nancy Drew Wii Mystery Series
- Nancy Drew: The White Wolf of Icicle Creek (Wii 2008) (Продажи прекращены в сентябре 2012)
- Nancy Drew: The Haunting of Castle Malloy (Отменённый проект)

Nancy Drew GBA Mystery Series
- Nancy Drew: Message in a Haunted Mansion
- Nancy Drew: Secrets Can Kill (Отменённый проект)

Nancy Drew DVD Mystery Series
- Nancy Drew: Curse of Blackmoor Manor (2006)
- Nancy Drew: The Haunted Carousel (Отменённый проект)

### THQ
Nancy Drew DS Mysteries:
- The Hidden Staircase (2008)
- The Model Mysteries (2010)
- The Mysterious Letter (Отменённый проект)

### Majesco
Nancy Drew DS Mysteries:
- The Deadly Secret of Olde Worlde Park (2007)
- The Mystery of the Clue Bender Society (2008)

## Торговля
Ряд продукции Нэнси Дрю был лицензирован на протяжении многих лет, прежде всего в 1950-х, 1960-х, и 1970-х. Parker Brothers производили «Nancy Drew Mystery Game» в 1957 с одобрением Синдиката Стратемаэра. В 1967 Madame Alexander производил куклу Нэнси Дрю. Кукла имела бинокль и камеру и была доступна в двух нарядах: в клетчатом пальто или в платье и коротком жакете. Гарриет Адамс не одобряла дизайн кукол, полагая, что лицо Нэнси слишком детское, но кукла, тем не менее, продавалась. Выпускались также различные раскраски, книги и головоломки Нэнси Дрю. Костюм Нэнси Дрю на Хэллоуин и коробки для завтрака с Нэнси Дрю производились в 1970-х как врезки на телешоу.

## Влияние на культуру
По утверждению комментаторов, культурное влияние Нэнси Дрю было огромным. Непосредственный успех серий привёл к созданию многочисленных других серий детективов для девочек, таких как, например, The Dana Girls детективные истории и «Kей Tрейси». Эдвард Стратемаэр боялся феноменальных продаж, так как они поощряли издателей продавать другие серии детективов для девочек, такие как Judy Bolton Series, и предлагали авторам серий, таких как Cherry Ames, включать элементы детектива в свои работы.
Многие видные и успешные женщины ссылаются на Нэнси Дрю как на оказавшую на них влияние, чей характер призвал их взять на себя нетрадиционные роли, в том числе судьи Верховного суда США Сандра Дэй О’Коннор, Рут Бейдер Гинзбург и Соня Сотомайор; журналистка Барбара Уолтерс; певица Беверли Силлс; авторы детективов Сара Парецки и Нэнси Пикард; учёная Кэролин Хеилбрун; госсекретарь США Хиллари Клинтон; бывшая Первая Леди Лора Буш и бывший президент Национальной организации женщин Карен Декроу Менее видные женщины также говорят, что персонаж Нэнси Дрю помог им стать более сильными; когда в 1993 году, в Университете штата Айова, состоялась первая конференция Нэнси Дрю, организаторы получили поток звонков от женщин, которые «имели истории о том, кем была Нэнси в их жизнях, и о том, как она вдохновляла, утешала, развлекала их в детстве, и к удивлению многих, и в зрелом возрасте».
Популярность Нэнси Дрю не ослабевает: в 2002 году было продано 150 000 копий первой изданной книги «Секрет Старинных Часов», что довольно неплохо для топ-50 рейтинга детских книг и другие книги серии были проданы более чем 100 000 экземпляров каждая. Продажу книг в твердом переплете оригинальной серии «Нэнси Дрю» превзошли только продажи книг Агаты Кристи и новые книги серии Girl Detective, вошедшие в список бестселлеров Нью-Йорк Таймс. В год выходит около 10 новых книг о Нэнси Дрю, как книг, так и графических романов, также планируется продолжение фильма 2007 года. Нэнси Дрю заняла 17 место в списке The Top 20 Heroes по версии Entertainment Weekly, опередив Бэтмена. Entertainment Weekly объяснила это тем, что Нэнси Дрю — «первая женщина-герой, охватившая большинство маленьких девочек… [жизнь Нэнси] — бесконечные непрекращающиеся приключения и неограниченный потенциал». Журнал называл Велму Динкли из Скуби-Ду и Веронику Марс «потомками-подражателями» Нэнси Дрю.
Многие феминистские критики размышляли над причиной культового статуса персонажа. Автомобиль Нэнси, её навыки в вождении и ремонте часто цитируются. Мелани Рехак указывает на знаменитый синий родстер Нэнси (сейчас синий гибрид) как на символ «полной свободы и независимости». Мало того, что Нэнси свободна идти, куда она хочет (другие подобные персонажи, как, например, The Dana Girls такую свободу не имеют), она также может менять шины и исправлять недостатки распространителя, побуждая Парецки утверждать, что в «стране, где по-прежнему автомеханики издеваются или отмахиваются от жалоб женщин, Нэнси остается хорошим образцом для подражания».
К Нэнси также относятся с уважением: в её решениях редко сомневаются и она пользуется доверием окружающих её людей. Наделённые властью мужчины верят её заявлениям, и ни её отец, ни Ханна Груен, заботливая экономка, «место … ограничения на её приходы и уходы». Отец Нэнси не только не накладывает никаких ограничений на дочь, но и доверяет ей собственные автомобиль и ружье (в оригинальной версии Скрытой Лестницы [1930]), регулярно просит её совета и соглашается со всеми её просьбами. Некоторые критики, как, например, Бетси Каприо и Илана Неш утверждают, что отношение Нэнси с постоянно одобряющим её отцом удовлетворяет читателей девушек, потому что это позволяет им опосредованно испытывать полноценный комплекс Электры.
В отличие от других девушек детективов, Нэнси не ходит в школу (причины этого никогда не раскрываются) и поэтому она имеет полную свободу. Подобные персонажи, как, например, Kay Tracey, не ходя в школу, теряют не только определенную степень независимости, но и власть. Факт в том, что Нэнси, будучи школьницей, напоминает «читателю, однако мимолетно, о прозаических реалиях существования в средней школе, которое редко включает в себя много приключений или авторитет в мире взрослых»
Некоторые видят в приключениях Нэнси мифические черты. Нэнси часто исследует тайные ходы, побуждая Нэнси Пикард утверждать, что Нэнси Дрю — эквивалент фигуры древне-шумерской богини Инанны, и что «путешествия Нэнси в подземелье» являются, с точки зрения психологии, исследованием подсознания. Нэнси — героическая фигура, затевающая свои приключения для того, чтобы помочь другим, особенно обездоленным. Нэнси Дрю была названа современным воплощением символа «добра» в архетипе обывателя.
В конечном счёте, многие критики считают, что, по крайней мере, часть популярности Нэнси Дрю зависит от того, каким образом книги и персонаж сочетают в себе иногда противоречивые черты. В течение более 60 лет, книги о Нэнси Дрю рассказывали читателям, что они могут иметь преимущества, как зависимости, так и независимости без недостатков, что они могут помочь обездоленным и оставаться успешными капиталистами, что они могут быть как элитарными, так и демократичными, что они могут быть как детьми, так и взрослым и что они могут быть как «свободными» женщинами, так и «папиными дочками». Как выразился другой критик: «Нэнси Дрю „решила“ противоречие конкурирующих дискуссий об американской женственности, развлекая их всех».